# Franjo Vujkov
Franjo Vujkov (1942–2006) vajdasági horvát jogász és politikus, a vajdasági Horvát Akadémiai Társaság és Szabadka község képviselő testületének tagja, a Vajdasági Horvátok Demokratikus Szövetségének alelnöke. 

## Élete
A tekintélyes bunyevác Vujkov család sarjaként született. Édesapja Balint Vujkov a bácskai horvátok kulturális örökségének és népi hagyatékának kutatója volt. Franjo Vujkov Belgrádban szerzett jogi diplomát. Több évig a községi és kerületi bíróság bírájaként, egy ideig a községi hivatal titkáraként, majd ügyvédként tevékenykedett Szabadkán. Hivatása mellett jelentős tevékenységet fejtett ki a horvát közösség tagjaként, alelnöke volt a Vajdasági Horvátok Demokratikus Szövetségének, valamint a Horvát Népi Szövetségnek. Több mandátumban is igazgatóbizottsági tagja volt a Bunjevačko Kolo művelődési központnak, és tagja volt a Horvát Akadémiai Társaságnak is.